# Archiórgano
El archiórgano es un instrumento musical de viento de la familia del órgano, formado por seis teclados que dividían la octava en 31 grados, y de acuerdo con la teoría musical griega, poseía los géneros diatónico, cromático y enarmónico.

## Historia
El término fue acuñado por su inventor el músico y teórico italiano Nicolà Vicentino en su obra Descrizione dell'arciorgano en 1561. Anteriormente, Vicentino, maestro de capilla de la corte de Ferrara, había realizado pruebas parecidas con un clavecín, dándole a su artilugio el nombre de archicémbalo.